# Хвостовое
Хвостовое — озеро на крайнем северо-востоке Европейской части России, в Ненецком автономном округе, в Малоземельской тундре. Относится к бассейну реки Печоры. Из озера вытекает река Хвостовая, относящаяся к бассейну реки Сулы, левого притока Печоры. В целом озеро имеет форму, изогнутую с севера на юго-восток. По берегам встречаются заросли кустарника и небольшие болота. Населённых пунктов на озере нет.

## Данные водного реестра
По данным государственного водного реестра России относится к Двинско-Печорскому бассейновому округу, водохозяйственный участок реки — Печора от водомерного поста Усть-Цильма до устья, речной подбассейн реки — бассейны притоков Печоры ниже впадения Усы. Речной бассейн реки — Печора.
Код объекта в государственном водном реестре — 03050300211103000020915.